# En midsommarnattsdröm (sång)
"En midsommarnattsdröm" är en låt av den svenska popartisten Håkan Hellström, släppt som den första singeln från albumet Ett kolikbarns bekännelser den 19 januari 2005. Låten blev direkt en hit och spelades flitigt på de svenska radiostationerna. "En midsommarnattsdröm" blev debutsingeln på skivbolaget EMI och även den första av Hellströms singlar att nå första plats på den svenska singellistan. Singelns b-sida heter "Min Huckleberry vän".
Det har också gjorts en video till låten, som regisserades av Johannes Nyholm & Reala 2005.

## Bakgrund
I en del av texten till "En midsommarnattsdröm" kan man ana referenser till Ted Gärdestad; i låten "Helt nära dej" sjunger Gärdestad "Du betydde inte allt, men det blåste aldrig kallt". "En midsommarnattsdröm" innehåller i sin tur textraden "Du betydde inte allt, men det blåste aldrig kallt."[källa behövs]
Textraden "jag behöver dig mer än vad jag vill ha dig och jag vill ha dig för gamla tiders skull" är troligtvis lånad från Glen Campbell och låten "Wichita Lineman" ("I need you more than want you, and I want you for old times").[källa behövs]

## Låtlista
Alla låtar skrivna av Håkan Hellström
1. "En midsommarnattsdröm" – 3:46
2. "En midsommarnattsdröm" (Singbackversion med Theodor och Daniel) – 4:09
3. "Min Huckleberry vän" – 3:54

## Listplaceringar
| Lista (2005) | Topplacering |
| ------------ | ------------ |
| Sverige      | 1            |